# بخش مونرو (شهرستان هریسون، اوهایو)
بخش مونرو (به انگلیسی: Monroe Township) یک منطقهٔ مسکونی در ایالات متحده آمریکا است که در شهرستان هریسون، اوهایو واقع شده‌است.
 بخش مونرو ۶۸٫۱ کیلومتر مربع مساحت و ۱٬۲۴۱ نفر جمعیت دارد و ۳۶۳ متر بالاتر از سطح دریا واقع شده‌است.